# Accueil familial de vacances
Pour les articles homonymes, voir Accueil et AFV.
L’Accueil familial (AFV) est une action dépendante du Secours catholique français. Elle a été créée en 1948, à l'initiative de Mgr Jean Rodhain, fondateur du Secours catholique pour permettre aux enfants touchés par la pauvreté et les restrictions, au sortir de la Seconde Guerre mondiale, de « se refaire une santé » selon ses propres termes.
Le projet a évolué au cours du temps mais reste une activité importante de l'association. En 2004, plus de 4 000 enfants ont pu être accueillis par 3 500 familles bénévoles dans toute la France.

## Une démarche pédagogique
Le but poursuivi consiste à confier à des familles généreuses (de tous les milieux sociaux), pendant le temps des vacances, des enfants de milieux en difficulté, ou déstructurés, pour faire connaître, à ces enfants, autre chose et « leur donner espoir dans l'avenir ». La société d'aujourd'hui laisse trop de familles sur le côté : dettes financières, déficits psychologiques, sociaux, qui se répercutent souvent sur les plans scolaire et éducatif, en mettant en danger des dizaines de milliers d'enfants.
Durant les vacances (une semaine à deux mois), ces enfants vont pouvoir se ressourcer, connaître d'autres modes de vie en famille, d'autres loisirs, et peuvent vivre une autre relation avec les adultes. Souvent un lien particulier et durable se crée avec la famille d'accueil.
La famille d'accueil est accompagnée par des bénévoles de l'association, garante du projet dans le cadre du ministère français de la Jeunesse et des Sports.
Il est demandé à la famille d'accueil des qualités d'ouverture, d'écoute et de respect. Elle doit être à l'écoute de l'enfant, attentive à son évolution et respectueuse de sa personne et de sa religion. Elle doit être capable de tenir compte du vécu de l'enfant, de ses différences et de ne pas le juger. 